# Jahshaka
Jahshaka è un software libero per il video editing non lineare, caratteristico per effetti speciali. Dotato di molti filtri, permette di ottenere numerosi effetti speciali, tipici dei film di fantascienza o di video musicali. Tali filtri sono molto versatili grazie ad un sistema delle "chiavi di posizione" che permettono la loro variazione. Jahshaka è stato prodotto da Jah Shaka, pseudonimo di Karsten Becker. È basato sul toolkit Qt.
Questa applicazione rappresenta una possibile alternativa a programmi di video editing come Adobe After Effects e Combustión.
Dopo l'uscita della versione 2.0 nel mese di ottobre 2006 lo sviluppatore abbandonò il progetto; così nel febbraio 2009, ebbe origine una nuova versione del software chiamata CineFX. In seguito lo sviluppatore ha ripreso il progetto promettendo per il 2013 il lancio della nuova versione 3.0.

## Uso di Jahshaka
Jahshaka è un software GNU multi piattaforma che può essere installato su Linux, Mac OS e Windows.
Il programma ha le finestre nascoste che vengono visualizzate spostando i bordi. Inoltre ha varie sezioni per poter lavorare su tavoli da lavoro diversificati. Nella sezione Desktop spostando il bordo sinistro si scorge una nuova finestra che diventa "il tavolo di lavoro" in cui basta premere il pulsante destro del mouse per importare, salvare e riprodurre vari spezzoni multimediali in lavorazione.
Al lato destro di Jahshaka si scorge una "barra azioni" che sarà l'avvio dei lavori ed è formato da uno zoom in cima per ingrandire i filmati in lavorazione, a seguire uno "sposta" per livelli e un gira e uno scala per livelli e poi un cattura immagine con l'icona di macchina fotografica che estrapolerà una singola immagine con o senza applicazione di filtri che si posizionerà sulla tavola di lavoro, simile e il comando successivo che ha l'icona di videocamera e che estrapolerà l'intero video lavorato e non con i vari filtri e che porterà sulla tavola di lavoro e inoltre fungerà da esportatore video in modalità Editing.
I filtri di Jahshaka complessi sono vari e ognuno ha una sua tavola di lavoro fornita di Keyframes che permettono variazioni da frame a frame e si attivano usando le icone a Chiave e modificandole nel caso nel pannello Keyframes (utili per esempio con il filtro luce, contrasto che può simulare il passaggio di un qualcosa che momentaneamente copre una fonte di luce evitando scene con nette differenze di luce...) e hanno la possibilità di aggiungere livelli e naturalmente si termina la lavorazione con l'estrapola filmati (con l'icona da videocamera),
l'esportazione conviene farla avvenire nella modalità Editing e se è composta da vari spezzoni che formano un filmato di "lungo tempo" conviene dirigersi in setting di questa modalità e premere Store on Desktop per unire i vari pezzi montati in Projecte posizionare nella tavola di lavoro e poi reimportare tale in Project dopo avere cancellato tutto il precedente (salvando o no) per poter esportare sempre con l'estrapola filmati solo alcuni minuti regolati da in e out per evitare crash dati dal lungo tempo della durata del filmato.

## Caratteristiche
Jahshaka permette di:
- Dipingere sui singoli frames con la modalità Paint
- Aggiungere scrittura anche con effetto 3D e anche in movimento con il supporto Keyframes in Text CG
- Aggiungere effetti come Blur, Emboss, Polar warp, Brigthness anche in variazione di intensità  con il supporto Keyframes in "Effects"
- Aggiungere livelli, particelle, matte e oggetti in 3D importabili e gestibili anche con il Keyframes per dare movimento in "Animation"
- Altro vi è in "Desktop" come il "Keyer"per un croma key avanzato , il "Colorize"per cambiare tonalità e altro che riguarda il colore e il Tracker
- Inoltre in modalità "Editing"compaiono una serie di filtri aggiuntivi se si sposta la finestra tra la "barra Azioni"di destra e lo schermo per visionare i filmati che vengono trasportati in "project" e lavorati in "Cut" come il chroma che basta selezionare con il mouse il colore nello schermo filmato e viene in automatico

## L'abbandono del progetto
L'ultima versione di Jahshaka, la 2.0, venne completata nell'ottobre 2006. A causa dell'instabilità del programma e dei bug che richiedevano una grande modifica del sorgente, l'autore di Jahshaka abbandonò il progetto, lasciando "nelle mani" degli utenti una versione instabile.

## La "rinascita" di Jahshaka
All'inizio del 2009 venne ripreso il progetto con il nome CineFX. In seguito, con il ritorno dello sviluppatore originario, si è tornati al nome Jahshaka e all'elaborazione della nuova versione, la 3.0.